# Jaime, Duce de Madrid
Jaime de Borbón y de Borbón-Parma, numit Duce de Madrid și cunoscut în Franța drept Jacques de Bourbon, Duce de Anjou (n. 27 iunie 1870, Vevey, cantonul Vaud, Elveția – d. 2 octombrie 1931, Paris, Franța) a fost pretendent carlist la tronul Spaniei sub numele de Jaime al III-lea și pretendent legitimist la tronul Franței sub numele de Jacques I.

## Biografie
Jaime a fost singurul fiu al lui Carlos, Duce de Madrid și a soției sale, Prințesa Margherita de Bourbon-Parma. S-a născut la Vevey în Elveția; a fost botezat la La Tour-de-Peilz la 30 iulie 1870 cu numele de Jaime Pío Juan Carlos Bienvenido Sansón Pelayo Hermenegildo Recaredo Álvaro Fernando Gonzalo Alfonso María de los Dolores Enrique Luis Roberto Francisco Ramiro José Joaquín Isidro Leandro Miguel Gabriel Rafael Pedro Benito Felipe și a avut drept nași pe unchiul său, contele de Chambord și pe bunica paternă, contesa de Montizón.
La 2 august 1870 a fost proclamat prinț de Asturia de către carliști ca fiu al lui "Carol al VII-lea, rege al Spaniei", adică a "Ducelui de Madrid".
Jaime a fost educat de iezuiți întâi la colegiul Vaugirard din Paris, apoi la colegiul Beaumont din Old Windsor, Anglia și în final la colegiul Stella Matutina din Feldkirch, Austria. La moartea bunicului său, la 18 noiembrie 1887, Jaime de Borbón a devenit noul "delfin al Franței" numit de legitimiști.  A urmat Academia Militară Tereziană la Wiener Neustadt, apoi în 1896 a intrat în armata imperială rusă unde a fost ofițer și a participat la mai multe campanii militare, inclusiv la Revolta Boxerilor din China din 1900. De asemenea, el a luat parte la războiul ruso-japonez luptând în Bătălia de la Liaoyang și Bătălia de la Vafangon.
A călătorit mult, în special în Indochina unde s-a împrietenit cu Guvernatorul General, Paul Doumer, viitorul președinte al Republicii franceze.
La 18 iulie 1909, Jaime i-a succedat tatălui său ca pretendent carlist la tronul Spaniei și pretendent legitimist la tronul Franței. Ca pretendent carlist la tronul Spaniei deținea numele de Jaime al III-lea însă a utilizat titlul de Duce de Madrid. Ca pretendent legitimist la tronul Franței deținea numele de Jacques I însă a utilizat titlul de Duce de Anjou.
Jaime de Borbón a trăit o parte din timp la Paris unde avea un petic de pământ în arondismentul 8. Acolo a murit de angină pectorală la vârsta de 61 de ani, la câteva zile după ce s-a împăcat cu verișorul său, fostul rege constituțional exilat Alfonso al XIII-lea al Spaniei. 
Unchiul său Alfonso de Borbón în vârstă de 82 de ani i-a succedat ca pretendent legitimist la tronul Franței și ca pretendent carlist la tronul Spaniei.
1. ↑   https://datos.gob.es/es/catalogo/e00123904-autores-espanoles-en-dominio-publico-fallecidos-desde-1900 Lipsește sau este vid: |title= (ajutor)
2. ↑  Autoritatea BnF, accesat în 10 octombrie 2015